# Алан Різ
Алан Брінлі Різ (англ. Alan Brinley Rees; 12 січня 1938, Ленгстон, Ньюпорт, Монмутшир — 6 вересня 2024) — колишній британський автогонщик з Уельсу. Він взяв участь у трьох Гран-прі Формули-1 в 1960-х роках, хоча два з цих виступів були за кермом болідів Формули-2. Він не набрав чемпіонських очок. Його найкращим результатом стало сьоме місце (друге в класі Формули-2) на Гран-прі Німеччини 1967 року.
У 1962 році Різ виступав за заводську команду Lotus в Формулі-Junior і виграв три гонки, перш ніж аварія на 1000-кілометровій гонці на Нюрбургрингу змусила його завершити сезон. З 1963 по 1968 рік він їздив за команду Roy Winklemann Racing у Формулі-2 і часто здобував перемоги над такими досвідченими гонщиками, як Джекі Стюарт і Йохен Ріндт.

## Менеджмент команд Формули-1
У 1969 році Різ став співзасновником March Engineering. Назва команди «March» була утворена з його ініціалів — «AR» та ініціалів прізвищ інших співзасновників — Макса Мослі (англ. Max Mosley), Грема Коукера (англ. Graham Coaker) і Робіна Герда (англ. Robin Herd). Наприкінці 1971 року він перейшов до Shadow Racing Cars, де став керівником команди. У 1977 році він залишив Shadow, щоб стати одним із співзасновників Arrows. У 1996 році він та інші засновники, що залишилися, продали Arrows Тому Вокіншоу. Після смерті Макса Мослі в 2021 році він залишається єдиним співзасновником March, який ще живий.

## Результати виступів в Формулі-1
| Рік      | Команда               | Шасі              | Двигун                   | 1   | 2   | 3   | 4   | 5   | 6        | 7     | 8   | 9   | 10  | 11  | Місце | Очки |
| -------- | --------------------- | ----------------- | ------------------------ | --- | --- | --- | --- | --- | -------- | ----- | --- | --- | --- | --- | ----- | ---- |
| 1966     | Roy Winkelmann Racing | Brabham BT18 (F2) | Cosworth Straight-4 1.0L | МОН | БЕЛ | ФРА | ВЕЛ | НІД | НІМ Схід | ІТА   | США | МЕК |     |     | —     | 0    |
| 1967     | Cooper Car Company    | Cooper T81        | Maserati V12             | ПАР | МОН | НІД | БЕЛ | ФРА | ВЕЛ 9    |       |     |     |     |     | —     | 0    |
| 1967     | Roy Winkelmann Racing | Brabham BT23 (F2) | Cosworth Straight-4 1.6L |     |     |     |     |     |          | НІМ 7 | КАН | ІТА | США | МЕК | —     | 0    |
| Джерело: |                       |                   |                          |     |     |     |     |     |          |       |     |     |     |     |       |      |